# Ochropepla mourei
Ochropepla mourei är en insektsart som beskrevs av Albino Morimasa Sakakibara 1979. Ochropepla mourei ingår i släktet Ochropepla och familjen hornstritar. Inga underarter finns listade i Catalogue of Life.